# GNK Dinamo Zagreb
Građanski nogometni klub Dinamo Zagreb, thường được gọi là GNK Dinamo Zagreb hoặc đơn giản là Dinamo Zagreb (phát âm [dinamo ˈzâːɡreb]), là một câu lạc bộ bóng đá chuyên nghiệp của Croatia có trụ sở tại Zagreb. Họ chơi các trận đấu sân nhà của họ tại Sân vận động Maksimir. Họ là câu lạc bộ thành công nhất của bóng đá Croatia, đã giành được 21 chức vô địch Giải bóng đá hạng nhất quốc gia Croatia, 15 Cúp bóng đá Croatia và 6 Siêu cúp bóng đá Croatia. Câu lạc bộ đã dành toàn bộ năm tháng của mình ở hạng đấu cao nhất, đã từng là thành viên của Giải hạng nhất Nam Tư từ năm 1946 đến năm 1991, và rồi đến Giải hạng nhất Croatia kể từ khi giải được thành lập vào năm 1992.

## Cầu thủ

### Đội hình hiện tại
Tính đến ngày 24 tháng 8 năm 2019
Ghi chú: Quốc kỳ chỉ đội tuyển quốc gia được xác định rõ trong điều lệ tư cách FIFA. Các cầu thủ có thể giữ hơn một quốc tịch ngoài FIFA.
| Số | VT | Quốc gia             | Cầu thủ                   |
| -- | -- | -------------------- | ------------------------- |
| 1  | TM | Croatia              | Danijel Zagorac           |
| 2  | HV | Iran                 | Sadegh Moharrami          |
| 5  | TV | Bắc Macedonia        | Arijan Ademi (Đội trưởng) |
| 6  | HV | Đan Mạch             | Rasmus Lauritsen          |
| 8  | TV | Bosna và Hercegovina | Izet Hajrović             |
| 10 | TV | Croatia              | Lovro Majer               |
| 11 | TĐ | Thụy Sĩ              | Mario Gavranović          |
| 17 | TV | Croatia              | Luka Ivanušec             |
| 20 | TĐ | Kosovo               | Lirim Kastrati            |
| 21 | TĐ | Croatia              | Bruno Petković            |
| 22 | HV | Croatia              | Marin Leovac              |
| 24 | TV | Croatia              | Marko Tolić               |
| 25 | TĐ | Croatia              | Mario Ćuže                |
| 26 | TV | Wales                | Robbie Burton             |

| Số | VT | Quốc gia | Cầu thủ                             |
| -- | -- | -------- | ----------------------------------- |
| 28 | HV | Pháp     | Kévin Théophile-Catherine           |
| 30 | HV | Slovenia | Petar Stojanović                    |
| 31 | HV | Croatia  | Marko Lešković                      |
| 32 | HV | Croatia  | Joško Gvardiol (mượn từ RB Leipzig) |
| 33 | TM | Croatia  | Renato Josipović                    |
| 37 | HV | Croatia  | Josip Šutalo                        |
| 38 | TV | Croatia  | Bartol Franjić                      |
| 40 | TM | Croatia  | Dominik Livaković (Đội phó)         |
| 55 | HV | Croatia  | Dino Perić                          |
| 80 | TV | Nigeria  | Iyayi Atiemwen                      |
| 97 | TV | Croatia  | Kristijan Jakić                     |
| 99 | TĐ | Croatia  | Mislav Oršić                        |
| —  | TV | Croatia  | Josip Mišić (mượn từ Sporting CP)   |

### Cầu thủ đa quốc tịch
- Arijan Ademi
- Izet Hajrović
- Mario Gavranović
- Marin Leovac
- Robbie Burton